# 科尔梅尼勒-马讷维尔
科尔梅尼勒-马讷维尔（法語：Colmesnil-Manneville，法語發音：[kɔlmenil manvil]）是法国滨海塞纳省的一个市镇，属于迪耶普区。

## 地理
科尔梅尼勒-马讷维尔（49°50'55"N, 1°2'0"E）面积1.91 平方千米，位于法国诺曼底大区滨海塞纳省，该省份为法国北部沿海省份，其西部及北部濒大西洋英吉利海峡，东起顺时针与索姆省、瓦兹省、厄尔省和卡爾瓦多斯省接壤。
与科尔梅尼勒-马讷维尔接壤的市镇（或旧市镇、城区）包括：欧普加尔、奥夫朗维尔、索克维尔。

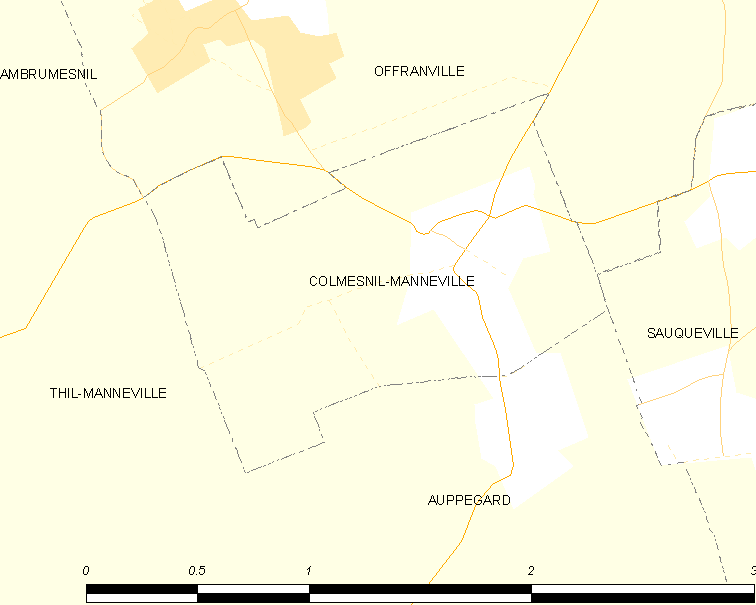
科尔梅尼勒-马讷维尔的OSM定位图

科尔梅尼勒-马讷维尔的时区为UTC+01:00、UTC+02:00（夏令时）。

## 行政
科尔梅尼勒-马讷维尔的邮政编码为76550，INSEE市镇编码为76184。

## 政治
科尔梅尼勒-马讷维尔所属的省级选区为迪耶普第一县。

## 人口

1962-2008年间科尔梅尼勒-马讷维尔人口变化图示

科尔梅尼勒-马讷维尔于2022年1月1日时的人口数量为107人。